# Голубкове (Запорізький район)
Голубко́ве —  село в Україні, у Новомиколаївській селищній громаді Запорізького району Запорізької області. Населення становить 47 осіб. До 2020 орган місцевого самоврядування - Трудова сільська рада.

## Географія
Село Голубкове знаходиться в балці Широчанська, по якій протікає пересихаючий струмок з загатами, вище за течією на відстані 2,5 км розташоване село Зелене.

## Історія
1921 - дата заснування як село Широке.
12 червня 2020 року, відповідно до Розпорядження Кабінету Міністрів України від № 713-р «Про визначення адміністративних центрів та затвердження територій територіальних громад Запорізької області», увійшло до складу Новомиколаївської селищної громади.
19 липня 2020 року, в результаті адміністративно-територіальної реформи та ліквідації Новомиколаївського району, село увійшло до складу Запорізького району.

## Населення

### Мова
Розподіл населення за рідною мовою за даними перепису 2001 року:
| Мова       | Кількість | Відсоток |
| ---------- | --------- | -------- |
| українська | 40        | 85.11%   |
| російська  | 7         | 14.89%   |
| Усього     | 47        | 100%     |